# 도쿠가와 도쿠마쓰
도쿠가와 토쿠마츠(일본어: 徳川 徳松 とくがわ とくまつ[*], 엔포 7년 5월 6일 (1679년 6월 14일) - 덴나 3년 윤5월 28일 (1683년 7월 22일))는 도쿠가와 쇼군가의 후계자이자 코즈케국 타테바야시번 번주이다. 에도 막부 5대 쇼군 도쿠가와 츠나요시의 장남이다.

## 약력
엔포 7년 5월 6일, 당시 타테바야시번 번주 츠나요시의 적남으로 태어났다. 어머니는 오타니 마사모토의 딸 즈이슌인이다. 동복누나로는 츠루히메 (도쿠가와 츠나노리의 아내)가 있다. "토쿠마츠(徳松)"는 아버지 츠나요시의 아명을 따른 것이다.
엔포 8년 (1680년) 5월, 아버지가 큰아버지인 4대 쇼군 이에츠나의 후계자가 되었기 때문에, 2세에 가독 (타테바야시 도쿠가와가)를 이었다. 같은 해 11월 27일에 칸다의 아버지 저택에서 에도성 니시노마루로 옮겨, 칸다 저택의 가신단도 따라왔다. 이 외에도 마츠다이라 타다후유, 홋타 마사히데, 나이토 시게요리, 쿠로다 나오쿠니, 오카다 토시노부, 이나가키 시게사다, 혼죠 무네스케, 홋타 마사야스, 카와카츠 타카나오 등이 토쿠마츠를 섬겼고, 로쥬 이타쿠라 시게타네도 토쿠마츠가 사는 니시노마루 로쥬도 겸했다.
그러나, 덴나 3년 (1683년), 5살의 나이로 요절했다. 법명은 浄徳院殿霊岳崇心大童子이다. 묘소는 도쿄도 미나토구 조죠지이다.